# 查克·耶格尔的高级飞行教练
《查克·耶格尔的高级飞行教练》是艺电开发，1987年发行的飞行模拟游戏。游戏由查克·耶格尔担任技术顾问，并使用其肖像和配音。
游戏原名「查克·耶格尔的高级飞行模拟」，但因和微软的“飞行模拟”重名而下架改名。
游戏1987年底售出10万套。